# Дрель (авиабомба)
«Дрель» — российская планирующая авиационная бомба, разработанная НПО «Базальт». Ближайший аналог — американская кассетная планирующая бомба AGM-154 Joint Standoff Weapon .

## Общие сведения
«Дрель» — планирующая авиабомба, предназначена для уничтожения танков, наземных РЛС и средств ПВО. По заявлению разработчика, бомбу практически невозможно распознать на радарах.
Бомба наводится на цель при помощи системы ГЛОНАСС. Дальность планирования бомбы достигает 30 км, что позволяет использовать её без захода в зону действия ПВО противника. Основным носителем данной бомбы должен стать Су-57.
Бомба оснащена 15 самоприцеливающимися суббоеприпасами. На конечном участке траектории они отделяются от бомбы и спускаются на парашютах, наводясь на цель при помощи радарных и инфракрасных сенсоров. Главная их цель — танки, их элементы бомбы поражают в наименее защищенную верхнюю проекцию.
Главное достоинство «Дрели» — дешевизна в сочетании с приемлемой точностью и дальностью полета. Низкая цена позволяет применять эти бомбы массово — считает военный эксперт Михаил Ходарёнок.
По сообщению ТАСС, продублированному агентством Reuters, Россия начнет серийное производство «Дрели» в 2024 году.

## Тактико-технические характеристики
- Масса — 540 кг.
- Длина — 3 100 мм.
- Максимальный диаметр — 450 мм.
- Высота бомбометания — от 100 м до 14 000 м на скорости от 700 км/ч до 1 100 км/ч[7].